# محافظة الدوادمي
محافظة الدوادمي محافظة سعودية تتبع إمارة منطقة الرياض، حيث تقع محافظة الدوادمي في الشمال الغربي من منطقة الرياض وتحدها من الشرق محافظة شقراء ومحافظة مرات، ومن الغرب محافظة عفيف، ومحافظة الرس التابعة إدارياً لمنطقة القصيم، ومن الشمال محافظة عنيزة، ومحافظة المذنب، ومحافظة البكيرية، وهذه المحافظات الثلاث تتبع إدارياً منطقة القصيم، ويحدها من الشمال جزء من النطاق الإداري لمدينة بريدة (مقر إمارة منطقة القصيم)، ومن الجنوب محافظة القويعية.
تبلغ مساحة محافظة الدوادمي 150 كم² تقريباً، وتحتل المرتبة 5 بالنسبة إلى محافظات المنطقة ومقرها الإداري من حيث المساحة، ويبلغ عدد سكانها (200,620) نسمة حسب تعداد السعودية 2022. وتقع معظم أراضيها ضمن نطاق مايسمى بالدرع العربي، ويبلغ متوسط اتساعها 215 كم، وتبلغ مساحتها نحو ثلاثين ألف كلم، ويبلغ أعلى ارتفاع صخري لمحافظة الدوادمي 1307 أمتار في جبل النير في أقصى الغرب، كما يبلغ أقل ارتفاع سهلي لها 660 متراً في أقصى الشمال الشرقي. تتميز عن باقي محافظات منطقة الرياض بوجود مطار إقليمي بها.

## التسمية
يُعتقد بأن تسميتها ناتجة عن كثرة نوع من الشجر يسمى الدوادم الذي يُدبغ به، وقد تكون هذه التسمية بسبب كثرة أشجار السمر والطلح التي تشتهر بها المنطقة وهذه الأشجار تنتج مادة حمراء اللون كالدم.

## التاريخ
تعتبر الدوادمي من المستوطنات البشرية القديمة في وسط الجزيرة العربية إذ تحمل جبالها ووديانها آثاراً ونقوشاً ومخربشات وصوراً للإنسان وبعض الحيوانات، أبرزها صور باهتة لأسود بحجم كبير، تنتشر حولها مناجم للتعدين والركامات الحجرية. وموطناً لقبائل بني زيد 

مطار الدوادمي

## الموقع والتضاريس
تقع المحافظة في الشمال الغربي من منطقة الرياض ويحدها من الشرق محافظة شقراء ومن الغرب محافظة عفيف ومحافظة الرس ومن الشمال محافظة عنيزة ومحافظة المذنب ومحافظة البكيرية ومن الجنوب محافظة القويعية وتبلغ مساحتها 28,000 كم2، وترتفع عن سطح البحر بـ940 متر، وسطحها منبسط، تكثر فيه النتوءات الصخرية والهضاب الصغيرة، وينحدر بانحدار سطح المملكة بشكل عام نحو الشرق والشمال الشرقي، حيث اتجاه معظم الأودية في المحافظة باتجاه الشرق والشمال الشرقي، وتكثر على سطح المحافظة الجبال الضخمة والهضاب والرمال والأودية، وفيما يلي استعراض لبعض هذه الظاهرة:

### الجبال والهضاب
يوجد بالمحافظة العديد من الجبال والهضاب، من أهمها: ثهلان، جبل جبلة، حلِّيت، طُخفة، البيضتين، جبل المدرَع.

### الأودية
يوجد بها الكثير من الأودية الكبيرة والصغيرة، ومن الأودية الكبيرة:
- وادي الرشاء
- وادي خنوقة
- وادي جهام
- وادي الكلاب
- وادي التسرير
- وادي الهييشة
- وادي أبو عشر

### الشِّعاب والأودية الصغيرة
- شعيب أبو عشيرة
- شعيب واسط
- شعيب حمرور
- شعيب الضال
- شعيب الحيد
- شعيب عواضة
- شعيب الرفايع
- شعيب قبيعة
- شعيب جهام
- شعيب أم علندة
- شعيب الدوادمي

### الصحاري
أشهر التكوينات الرملية هي نفود إقليم السر التي تمتد من الجنوب من نفود قنيفذة بمحافظة القويعية إلى الشمال إلى نفود الثويرات بمنطقة القصيم، ، وهناك أيضاً نفود سلام التي تقع شمال غرب المحافظة وموازية لحدود المحافظة مع محافظة الرس. شديدة الحرارة.

## السكان
- بلغ عدد سكان محافظة الدوادمي (200,620) نسمة حسب تعداد السعودية 2022، عدد السعوديين (146,969) نسمة، وعدد غير السعوديين (53,651) نسمة.[4]
- بلغ عدد سكان محافظة الدَّوادمي إضافة إلى المدن و المراكز التابعة لها حسب إحصاء عام 1431 -1432 هـ مائتين وسبعة عشر ألف وثلاث مائه وخمسة نسمة (217305 نسمة)، منهم 173,425 سعودي، وعدد مساكنها 43,121، حسب إحصاءات المسح السكاني لعام 2010م.[7]

## المعالم الأثرية
- قصر الملك عبد العزيز: يقع القصر غرب الدوادمي أصدر الملك عبد العزيز رحمه الله أمر ببنائه في 7 صفر 1349هـ إلى عبد الرحمن أبو بكر أحد أعيان الدوادمي.[8]
- قصر بسام. حدثت عنده معركة بين قوات الدولة السعودية الأولى والأتراك 18- الحي القديم[8]
- نقش مأسل: تبعد عن مدينة الدوادمي 40 كيلاً تقريبا ويقع في ماسل جبل الجمح الذي يوجد به نقشان مكتوبة بالخط السبئي ويرجع تاريخ النص إلى العام 516 ميلادية. كما يوجد بالقرب منها نقوش أخرى.[8]
- نفود السر
- جبل ثهلان
- آثار وضاخ
- آثار أشقر البرّاقة
- آثار مجيرة
- موقع طخفه
- آثار منية
- آثار جبل ثهلان
- متحف يوسف عبد الرحمن المشوح
- متحف طلال بن نشار التراثي
- آثار غرب
- آثار مصيقرة
- الواجهات الصخرية في عروى
- هضبة الظعينة
- آثار السدرية
- آثار سمرة
- آثار معدن النجادي
- مقالع الرخام

## المراكز والقرى التابعة
- ساجر

- نفي

- الحيد

- مصده

- القرين

- ابو جلال
- جهام
- الصالحيه
- الفقارا
- عريفجان
- الخالديه
- عرجاء
- ارطاوي حليت
- ارطاوي الرقاص
- عسيلة
- الجمش
- عصام
- شبيرمه

## النباتات الطبيعية
ومن أهم النباتات التي تكثر بالمحافظة.
- النباتات الدائمة، مثل: الرمث، العرفج، الإثل، الطلح، السدر، الطرفاء، الأرطاء، العشرة، السلم.
- النباتات الموسمية، مثل: (الحواء، الربلة، الثمام، النصي، الحرمل، الثموم، النقيع، الثيل، السعدان، العجلة، البقراء، الكراث، وغيرها).
- النباتات الفطرية: وهي التي تنمو عقب سقوط الأمطار في الموسم كالفقع (الكمأة) والطرثوث (الدبق).

## التعليم
افتتحت أول مدرسة ابتدائية في الدوادمي عام 1368 هـ، وأول مدرسة متوسطة عام 1375 هـ، وأول مدرسة ثانوية عام 1386 هـ، ويوجد في محافظة الدوادمي الآن القطاعات التعليمية التالية: إدارة للتعليم في مدينة الدوادمي و 4 مكاتب للتعليم في البجادية والجمش والسر ونفي.
ويوجد العديد من المدارس العالمية والأهلية الموجودة بالمحافظة، ويمكن الوصول إلى معلومات الكثير من تلك المدارس من دليل مدارس الدوادمى الموجود بمنصة مدارس.Ai .
كما يوجد في المحافظة 291 مدرسة للبنين، ومعهد علمي، وكلية تقنية، ومعهد للتدريب المهني، وكليات تابعة لجامعة شقراء وهي: كلية المجتمع، وكلية العلوم والدراسات الإنسانية للبنين والبنات، وكلية التربية للبنين والبنات، وكلية العلوم الطبية التطبيقية للبنين والبنات، وكلية الصيدلة، وكلية الطب، وكلية الهندسة. كما أن هناك في مركز ساجر التابع للمحافظة كلية العلوم والآداب للبنين والبنات.
أما مدارس البنات ففيها 367 مدرسة، ومعهد تقني عالي للبنات تابع للمؤسسة العامة للتدريب المهني والتقني، ومراكز تدريب أهلية.

## الديموغرافيا
تعد الدوادمي ثاني أكبر محافظة تابعة لمنطقة الرياض بعد الخرج، حيث يبلغ عدد السكان حسب التعداد السكاني لعام 1425هـ 190,138 نسمة، كما تعتبر في المرتبة 24 من بين محافظات المملكة.

## المشروعات والقطاعات الحكومية
توجد في المحافظة عدد من المباني الحكومية ومن أهمها المباني التالية:
- قطاعات الدفاع المدني، إدارة الأحوال المدنية، السجن العام، مبنى القاعدة العسكرية في بلدة مأسل.
- يوجد في المحافظة مستشفى عام بسعة 150 سريراً، وآخر بسعة 200 سرير، ويتبع للدوادمي ستة مستشفيات هي: ساجر بسعة 50 سريراً، ونفي بسعة 30 سريراً ووثيلان بسعة 30 سريراً ومستشفى الرفايع بالجمش بسعة 30 سريراً ومستشفى البجادية بسعة 50 سريراً تحت الإنشاء
- ثلاثة مبان لمراكز الهلال الأحمر في الدوادمي ونفي وساجر والبجادية.
- الوحدات الصحية المدرسية، وتشمل 4 وحدات بنين في الدوادمي والجمش وساجر والبجادية، وواحدة للبنات بالدوادمي.
- إدارة واحدة للمياه تشرف على كامل المحافظة بالإضافة إلى محافظة عفيف.
- البريد ويوجد إدارة رئيسية في الدوادمي و 6 مكاتب في ساجر والبجادية و الجمش ومصده ونفي وخف.
- الكهرباء ويوجد بالمحافظة مقر رئيسي للكهرباء و 9 فروع لها.
- الاتصالات السعودية، ويوجد 3 مكاتب للاتصالات السعودية في الدوادمي و ساجر والبجادية.
- نادي الدرع الرياضي
- مطار الملك سلمان بن عبد العزيز في الدوادمي.
- فرع لإدارة النقل في الدوادمي ومكتب للطرق في البجادية.
- محطة للأرصاد الجوية.
- البلديات وتوجد في المحافظة 6بلديات في الدوادمي و ساجر نفي و الجمش والبجادية وعروى.
- مكتب للعمل رئيسي في المحافظة.
- مدرسة لتعليم القيادة في الدوادمي.
- محكمة الدوادمي الكبرى ويتبع لها 17 محكمة منتشرة في المحافظة، بالإضافة إلى محكمة محافظة عفيف.
- مكتب للضمان الاجتماعي في الدوادمي و ساجر.
- مدينة ألعاب مدينة وناسة الترفيهية.

### مشاريع 2019
في 26 يناير 2019، أعلنت السعودية بدئها برنامجاً لانتاج الصواريخ البالستية، وقاعدة لإطلاقها في الدوادمي.

## وصلات خارجية
- فيلم وثائقي عن محافظة الدوادمي.